# Wolfgang Riedel (Schiedsrichter)
Wolfgang Riedel (* 19. Dezember 1929 in Finkenkrug; † 12. November 2007 in Berlin) war Fußballschiedsrichter und Sportfunktionär in der DDR.
Riedel begann als zehnjähriger Schüler bei der SG Finkenkrug Fußball zu spielen und war dort bis 1952 aktiv.
Ende 1952 leitete er seine ersten Spiele als Schiedsrichter in der 2. Kreisklasse. 1955 erhielt er die Zulassung für die drittklassige II. DDR-Liga, rückte 1958 in die I. DDR-Liga auf und leitete ab 1960 Spiele in der höchsten DDR-Fußballklasse Oberliga. Seit 1964 war Riedel FIFA-Schiedsrichter. Zwischen 1952 und 1978 absolvierte er 1194 Einsätze als Spielleiter und Linienrichter. Zwei Mal leitete er als Schiedsrichter das FDGB-Pokalendspiel: 1965 zwischen dem SC Aufbau Magdeburg und dem SC Motor Jena (2:1) sowie 1973 zwischen dem 1. FC Magdeburg und dem 1. FC Lokomotive Leipzig (3:2).
Als FIFA-Schiedsrichter kam er auf 44 internationale Spiele und war Schiedsrichter bei 11 A-Länderspielen.
Hauptberuflich Diplom-Jurist arbeitete Riedel als Leiter der Finanzabteilung der Berliner Humboldt-Universität. Er blieb dem Fußballsport auch nach seiner aktiven Schiedsrichterzeit als Funktionär erhalten. Für den DFV der DDR war er als Mitglied der Schiedsrichterkommission, später beim Nordostdeutschen Fußballverband (NOFV) als Schatzmeister und Schiedsrichterbeobachter tätig. Als Schatzmeister des Regionalverbandes war er für die finanziellen Belange des NOFV von 1990 bis 2004 verantwortlich. Engagiert arbeitete er auch in verschiedenen Kommissionen des DFB und der UEFA mit.
Für seine Leistungen erhielt Wolfgang Riedel die DFB-Ehrennadel in Gold und die Ehrenplakette des NOFV. Er war seit 2004 Ehrenmitglied des NOFV.